# 西田幾多郎
西田幾多郎（日语：／ Nishida Kitarō，1870年5月19日—1945年6月7日），生於日本石川縣河北郡，京都大學文學院教授，為京都學派的哲學家與開創者，同時也是一位俳人。1940年，他從京都大學退休後，得到日本文化勋章。 石川縣西田幾多郎紀念哲學館（日語：石川県西田幾多郎記念哲学館／いしかわけんにしだきたろうきねんてつがくかん Ishikawa ken Nishida Kitarō kinen tetsugaku-kan），位於日本石川縣河北市，是為紀念在當地出生的西田幾多郎相關的文化建築。
台灣心理學家鄭發育（1916-1996）是其指導學生，曾於戰後翻譯其著作《善的研究》。

## 生平
西田幾多郎與鈴木大拙為好友，兩人為石川縣專門學校（後改稱第四高等学校）同窗。四高時期，西田與另一位同學金田良吉（後改姓山本，為教育家），由於不滿學校「武斷」、「一味提倡規則」的校風，不時與校方發生衝突，最後西田只好選擇中途退學。但也因為如此，在1891年他進入東京帝國大學文科大學時，無法進入正規課程，只能成為選科生。此時期他受到與正規學生截然不同的待遇，使得心思敏感的他感到屈辱與神傷。
西田幾多郎於1894年東大畢業後，隔年開始在中學教書，並與第一任妻子山田壽美結婚。在擔任四高教授期間，他一生中八個子女中的兩個女兒相繼夭折。1910年他進入京都帝國大學擔任副教授，隔年出版哲學處女作《善的研究》。1923年長子謙逝世，兩年後妻子壽美也逝世。種種人生的悲哀，對其一生的思想有很大的影響。1927年，獲任命為帝国学士院会員。1931年與山田琴再婚。
他經常在琵琶湖疏水畔散步的步道，被稱為「哲學之道」。其著作《善的研究》，被高橋里美譽為「恐怕是日本人最初，且唯一的哲學書」。他重視主體性的思維，曾經提出「純粹經驗」、「場所邏輯」、「絕對無」等哲學理論。

## 著作
- 《善的研究》（1911）
- 《思索與體驗》（1915）
- 《自覺的直觀與反省》（1917）
- 《意識的問題》（1920）
- 《藝術與道德》（1923）
- 《從作動者到觀看者》（1927）
- 《全般者的自覺的體系》（1930）
- 《無的自覺的限定》（1932）
- 《哲學的根本問題》（1933）
- 《哲學的根本問題續編》（1934）
- 《哲學論文集‧第一》（1935）
- 《哲學論文集‧第二》（1937）
- 《哲學論文集‧第三》（1939）
- 《哲學論文集‧第四》（1941）
- 《哲學論文集‧第五》（1944）
- 《哲學論文集‧第六》（1945）
- 《哲學論文集‧第七》（1946）[3]

### 中文譯本
- 魏肇基譯：《善之研究》（上海：開明書店出版，1929年）本譯本有西田幾多郎親自寫的序文，該序文已無法找到日文原文。
- 何倩譯：《善的研究》（北京：商務印書館，1965年）
- 鄭發育、余德慧合譯本：《善的純粹經驗》（臺北：臺灣商務印書館，1984年）
- 代麗譯：《善的研究》（北京：光明日報出版社，2009年）
- 黃文宏譯注：《西田幾多郎哲學選輯》（臺北：聯經出版，2013年）
- 黃文宏譯注：《西田幾多郎哲學選輯 第二冊》（新竹：國立清華大學出版社，2016年）
- 黃文宏譯注：《善的研究》（新竹：國立清華大學出版社，2019年）

## 外部連結
- 西田 幾多郎：作家別作品リスト （页面存档备份，存于）（青空文庫）